# Mmopane
Mmopane est une ville du Botswana.